# 豊田正義
豊田 正義（とよだ まさよし、1966年6月30日 - ）は、日本のノンフィクション作家、ジャーナリスト、活動家。代表作に『消された一家　 北九州・連続監禁殺人事件』、『妻と飛んだ特攻兵 8・19 満州、最後の特攻』、『ガマ 遺品たちが物語る沖縄戦』がある。『ガマ』は厚労省認定の「児童福祉文化財」作品。

## 経歴

### ノンフィクション作家になるまで
東京都生まれ。早稲田大学第一文学部卒業後に渡米し、ニューヨークの日系紙の記者になった。
ニューヨーク滞在中の1992年、ノンフィクション作家の家田荘子が著書『イエローキャブ』で「日本女性はニューヨークで、イエローキャブ（誰でもすぐに乗せる黄色いタクシー）と呼ばれている」と述べたことをきっかけにこの言葉が日本国内で大流行したが、豊田は自著で「家田氏の発言は事実無根」と反論した。
日本帰国後の1995年、メンズリブ団体としてメンズリブ東京を立ち上げて代表となった。1998年には「メンズフェスティバル'98 in 東京」の実行委員長を務めた。メンズリブ東京は2000年に活動を停止している。

### 『DV』『消された一家』
2001年、ドメスティックバイオレンスを主題にした『DV〜殴れずにはいられない男たち』を出版。DV防止法の施行によってDVが社会問題化していた当時、豊田は加害男性側へインタビューを繰り返し、「加害者を罰するだけではなく、DVを止めさせるための精神的ケアが必要」と主張した。
2005年に、北九州監禁殺人事件を題材にした『消された一家 -北九州・連続監禁殺人事件-』を出版。6件の殺人・1件の傷害致死で第一審死刑判決を受けた男女2人の被告人のうち、女性のほうがDV被害者であったことに豊田は着目し、「女性は主犯の男性による長年の暴力・虐待により、逃げられない心理状態となり、命令に逆らえずに犯罪に加担したのであるから死刑判決は不当である」と主張した。
『消された一家』の中国語版が2022年、上海訳文出版社より中国で出版された。

### 特攻隊員、沖縄戦、原爆
2013年、終戦直後の 満州で戦闘機に妻を乗せて出撃した特攻隊員の生涯を描いた『妻と飛んだ特攻兵 8・19 満州、最後の特攻』を出版。2015年、テレビ朝日・東映制作でテレビドラマ化された。
2014年、沖縄戦で民間人が避難したガマ（自然洞窟）での遺骨収集を題材にした児童書『ガマ 遺品たちが語る沖縄戦』を出版。厚生労働省社会保障審議会により同年の 児童福祉文化財に指定された。
2015年、『原爆と戦った特攻兵』を出版。太平洋戦争末期に江田島に創設されたベニヤ板製の特攻艇「マルレ」の秘密部隊「陸軍海上挺進戦隊」が原爆投下直後の広島で救援活動に奔走した史実を描いた豊田は、広島で被曝した特攻隊員たちが復員後に原爆症を発症し、死亡者が続出したことを指摘し、「国は戦後に元特攻隊員の原爆症の調査を全く行わず、賠償も行わなかった」と国の責任を追及している。

## 著書
- 『告発!「イエローキャブ」-マスコミ公害を撃つ!』、彩流社、1994年 ISBN 978-4882022879
- 『オトコが「男らしさ」を棄てるとき』、飛鳥新社、1997年 ISBN 978-4870312982
- 『壊れかけていた私から壊れそうなあなたへ』、大修館書店、2000年
- 『男たちのED事情』、晶文社、2001年 ISBN 978-4-7949-6504-2
- 『DV〜殴れずにはいられない男たち』、光文社、2001年
- 『家庭という病巣』、新潮社、2004年 ISBN 978-4-10-610050-5
- 『消された一家 -北九州・連続監禁殺人事件-』、新潮社、2005年 ISBN 978-4-10-300511-7
- 『オーラの素顔 美輪明宏のいきかた』、講談社、2008年 ISBN 978-4062147248
- 『独りぼっち 飯島愛 36年の軌跡』、講談社、2009年 ISBN 978-4062155298
- 『消された一家 -北九州・連続監禁殺人事件-』文庫版、新潮文庫、2009年 ISBN 978-4101368511
- 『オーラの素顔 美輪明宏の生き方』文庫版　講談社プラスアルファ文庫、2009年 ISBN 978-4062813372
- 『奇跡の医療 医師に見放された人たちを救った「気の療法」の記録』、幻冬舎、2010年 ISBN 978-4344018617
- 『妻と飛んだ特攻兵 8・19 満州、最後の特攻』、角川書店、2013年 ISBN 978-4041104828
- 『ガマ 遺品たちが物語る沖縄戦』、講談社、2014年 ISBN 978-4062189620
- 『妻と飛んだ特攻兵』文庫版、角川文庫、2015年 ISBN 978-4041027561
- 『原爆と戦った特攻兵』、角川書店、2015年 ISBN 978-4041024065